# Cossyphodinus
Cossyphodinus (лат.) — род мирмекофильных жуков-чернотелок из подсемейства Pimeliinae (Cossyphodini, Tenebrionidae). Афротропика и Индия.

## Распространение
Африка (южная и восточная) и Индия.

## Описание
Мелкие жуки длиной около 3 мм. Тело широкое, овальное, красновато-коричневое. Формула члеников лапок: 5,5,4; усики 9-члениковые с 1-члениковой булавой. Живут в гнёздах муравьёв, в том числе, в муравейниках рода Messor.

## Систематика
Род был впервые выделен Эрихом Васманном в 1899 году (E. Wasmann, 1899). Близки к родам Cossyphodites, Cossyphodes и Paramellops. Первоначально включались в состав самостоятельного подсемейства Cossyphodinae, позднее пониженного в ранге до трибы Cossyphodini в составе подсемейства Pimeliinae.
- Cossyphodinus basilewsky Ferrer, 1993[4]
- Cossyphodinus beccarii (Gestro, 1872)[5]
- Cossyphodinus bremeri Ferrer, 1993
- Cossyphodinus bukavuensis Basilewsky, 1950[6]
- Cossyphodinus georgeni Robiche, 2005
- Cossyphodinus joannae Basilewski, 1960[7]
- Cossyphodinus makuguensis Basilewsky, 1952[8]
- другие виды